# Nesažeti zvučni format
Nesažeti zvučni format, zvučni datotečni sadržajni format u kojem je svaki uzorak zvuka predstavljen binarnim brojem. Primjeri su WAV ili AIFF. Suprotna vrsta je sažeti zvučni format.